# Gay Times
Gay Times est la principale revue gay au Royaume-Uni, s'adressant à un lectorat masculin homosexuel et bisexuel.
Elle appartient à la société Millivres Prowler Group Ltd. et possède son homologue féminin, Diva pour les lesbiennes. Avec un tirage de plus de 177 000 exemplaires par mois, Gay Times est le plus grand magazine LGBT d'Europe.

## Histoire
Le premier numéro de Gay Times est paru en 1984 à partir de HIM magazine, qui lui fut créé en 1975. AXM, concurrent de Attitude et « petit frère » de Gay times, est publié par la même société.
Le PDG actuel de GAY TIMES Ltd. est Tag Warner, nommé en janvier 2019,.
La revue cesse de paraître en version imprimée en septembre 2021 et publie un numéro numérique chaque mois via l'application Gay Times, Apple News+, Readly et d'autres fournisseurs de publications numériques populaires.

## Contenu
Le magazine, orienté à gauche, se penche sur l'actualité gay et généraliste, publie des interviews, satires, de l'art masculin, une célèbre agony aunt (en) équivalente au courrier des lecteurs, des petites annonces, et des chroniques sur la musique, les films, la littérature et l'Internet. Il comporte également des publicités liés aux styles de vie homo- bisexuels et une grande partie « annuaire » (services d'escortes, de conseil et réseaux téléphoniques). Il est destiné à un public adulte et est considéré comme plus engagé politiquement que son concurrent Attitude. Ce dernier doit faire face à l'héritage de Gay Times et au prometteur AXM.